# 卡斯特罗剧院
卡斯特罗剧院（英語：Castro Theatre）是美国加利福尼亚州旧金山市的一个受欢迎的电影院，在1976年9月列为旧金山历史地标。它位于卡斯特罗街429号，建于1922年，西班牙殖民地巴洛克风格立面，类似附近最近重建的圣方济各传教站宗座圣殿。其设计师蒂莫西·普弗勒格（Timothy L. Pflueger）还设计了奥克兰的派拉蒙剧院（Paramount Theater）和那个时期加州的其他电影院。剧院有1,400多个座位。 剧院的天花板是美国（也许是全世界）已知最后一处皮革天花板。要使天花板看起来像皮革，需要一种已经失传的特殊技术。
卡斯特罗剧院于1922年6月22日开业，位于卡斯特罗街，靠近市场街和17街交叉口，旧金山轻轨卡斯特罗街站对面。

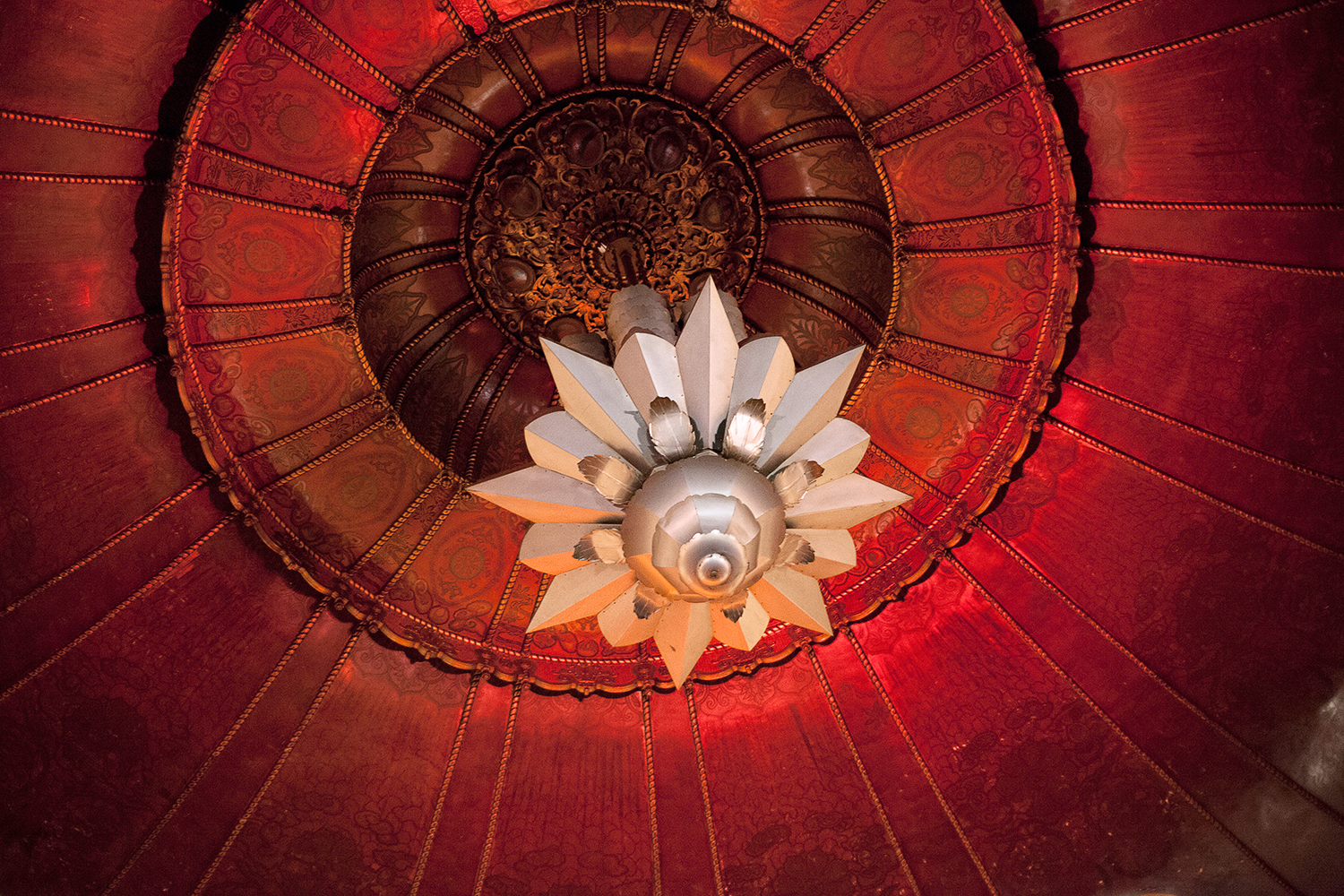
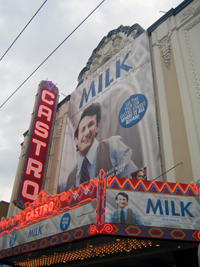